# Gobliiins 4
Gobliiins 4 (локализованное название — «Гоблины 4») — приключенческая компьютерная игра. Проект продолжает французскую серию Gobliiins, начатую в 1990-х годах Пьером Жильодом (фр. Pierre Gilhodes) и Мюриэль Трами (фр. Muriel Tramis), разработчиками студии Coktel Vision.

## Разработка
После выхода третьего проекта серии Goblins — «Goblin’s Quest 3», дуэт Мюриель и Пьера распался — Трами покинула Coktel Vision и со временем возглавила собственную студию Avantilles, Пьер занялся новым проектом Coktel Vision — «The Bizarre Adventures of Woodruff and the Schnibble», сценаристом которой стал Стефан Лурье. Игра была издана Sierra Entertainment в 1995 году. Несмотря на положительную оценку игры прессой и поклонниками жанра, «Вудруфф» оказался не слишком прибыльным. Жильод на долгое время покинул игровую индустрию, хотя периодически участвовал в европейских игровых проектах, таких как приключенческая игра «So Blonde» от компании Wizarbox.
В 2004 году Жильод, при поддержке его друзей из французского издательства Pollene, решил возродить серию Gobliiins. Работа над проектом шла уже два года, когда «Гоблины 4» попали в поле зрения Snowberry Connection, продюсерского подразделения российской компании Snowball Studios, и в 2008 году над завершением игры уже работала франко-российская команда. Игра вышла в Британии, Германии, Италии, Испании, Чехии, Венгрии, Польше, Франции. В России игра вышла 13 марта 2009 года в совместном издании «1С»/«Snowball Studios».

## Сюжет
Сюжет игры традиционно наполнен юмором и иронией. Король всех гоблинов Балдурон XIII пребывает в сильнейшей тоске — пропал его любимый домашний питомец, трубкозуб Дюбель. Трём гоблинам — Ч-чупсу, Херувимиусу и Тугусу — их величество поручает отправиться на поиски и вернуть беспокойного трубкозуба во дворец.

## Персонажи
- Детектив Ч-чупс в детстве был мелким, но активным ребёнком и постоянно испытывал погремушки на маме, огурцы на парикмахере, табуретки на уличных фонарях. Последние опыты привели Ч-чупса в детскую комнату гоблиции, где он увидел у участкового настоящую лупу — это переживание настолько потрясло малютку, что он навсегда решил связать свою жизнь с расследованиями. Ч-чупс — активный член «Общества любителей старины», принципиально носит национальный гоблинский костюм с обязательным колпаком, хотя злые языки поговаривают, что детектив стыдится намечающейся лысины.
- Волшебник Херувимиус готовился к поступлению в дворцовую стражу боевым магом, но был забракован отделом кадров из-за фамилии и блаженной улыбочки. Однако не впал в уныние, пошёл по научной части и был принят в Королевскую экспедицию древностей. Организовал раскопки древних поселений, которые считал городами протогоблов, а также активно продвигал теорию о том, что гоблины были предками всех современных рас. В свободное от научных дел время охотно помогает своему другу из детективного агентства.
- Силач Тугус, или, как его называет бабушка, Малыш Ту-Ту. Тугус очень не любит, когда его так называют посторонние люди, но бабушка у Тугуса — чемпионка по академическому подковогнутию, ей не запретишь. В разное время он с одинаковым успехом устраивался на службу в цирк, в бордель и на флот, но привычка есть за вола, а работать за комара не позволила ему нигде задержаться. Тугус — очень цельная личность: он любит помидоры, не любит кисель и уважает физкультуру. Почему именно так? Потому что цельная личность.

## Геймплей
Игрок управляет этими гоблинами (можно переключаться мышкой между ними и заставлять их делать действия одновременно). Как и в первой игре серии Gobliiins, каждый из гоблинов обладает своими особыми способностями. Ч-чупс (как самый молодой и ловкий) может подбирать и использовать предметы, Херувимиус (пожилой гоблин с седой бородой) умеет колдовать, а Тугус (гоблин в рогатом шлеме викинга) — туповатый и сильный, может бить кулаками, двигать тяжёлые предметы, драться и карабкаться по верёвкам.

## Особенности перевода на русский
Русская версия игры, созданная студией Snowball, была весьма тепло принята прессой:
Сами гоблины говорят на собственном шуршащем наречии, поэтому задача локализаторов свелась только к переводу текстовых вставок. Тут они оттянулись — тексты лёгкие, ироничные, адаптированные под русского игрока. Так, в королевской библиотеке можно встретить книги с названиями вроде «Великий Гномсби» за авторством Ф. Тролля Фицджеральда, «Старик и хвори» Эрнеста Гоблинуэя или «Записки о Шерлоке Гномсе» Конунга Дойла.журнал "Игромания", март 2009 г.

## Отзывы
| Сводный рейтинг | Сводный рейтинг |
| Агрегатор       | Оценка          |
| --------------- | --------------- |
| GameRankings    | 56,50 %         |